# Remontée d'eau

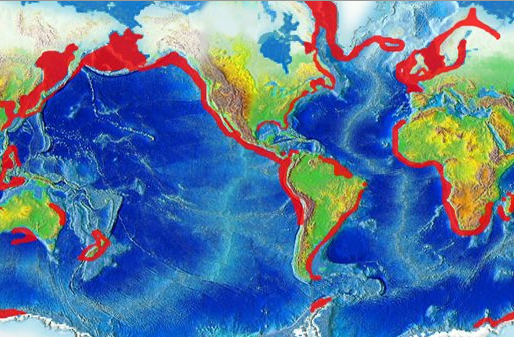
Zones de remontée d'eau froide dans le monde (en rouge)

Une remontée d'eau, en anglais upwelling , est un phénomène océanographique qui se réfère au mouvement vertical ascendant d'eaux profondes vers la surface des océans. Il se produit lorsque de forts vents marins  poussent l'eau de surface des océans, laissant ainsi un vide où peuvent remonter les eaux de fond et avec elles une quantité importante de nutriments. L'upwelling côtier caractérise une large part des bords Est des océans aux latitudes tropicales et subtropicales, où la régularité des alizés sur les plateaux continentaux confère à ce phénomène un caractère permanent ou saisonnier, ces vents étant renforcés par les anticyclones dynamiques qui sont maintenus à l'écart des côtes par les reliefs.
Les phénomènes de remontée d'eau se localisent par leurs résultats : une mer froide et riche en phytoplancton. Concrètement, pour les pêcheurs, la remontée d'eau se traduit par une augmentation importante du nombre de poissons. Le phénomène inverse est la plongée d'eau.

## Océanographie physique
Il existe au moins cinq types de remontées d'eau dont le plus connu est le type côtier (voir les images) :
- si des vents soufflent de la côte vers la mer, ils entraînent avec eux l'eau qui se trouve en surface. S'ils soufflent le long de la côte et que celle-ci est à leur droite dans l'hémisphère sud (ou à leur gauche dans l'hémisphère nord), la force de Coriolis va faire tourner les courants créés par les vents vers le large. Dans ces deux cas, la couche d'eau en surface est emmenée vers le large. Le vide qui est alors créé est compensé par les eaux de fond qui vont remonter.

Les remontées d'eau peuvent également se produire grâce au pompage d'Ekman :
- lorsqu'un cyclone tropical passe sur une zone à une vitesse inférieure à 8 km/h. Le déplacement des eaux de surface par les forts vents de la tempête crée un appel d'eau des profondeurs pour les remplacer ;
- dans le milieu des océans, lorsque des vents forts et réguliers repoussent la couche de surface dans une direction, les eaux des profondeurs vont les remplacer. Ceci se produit en particulier dans l'océan au large de l'Antarctique où la circulation est d'ouest sur de longues distances, sans interférence de zones côtières ;
- dans la zone des alizés (vents d'Est) près de l'équateur, les vents soufflent dans la même direction dans chaque hémisphère mais la déviation due à Coriolis se fait vers les pôles. Ceci veut dire que l'eau de surface se dirige vers le nord dans l'hémisphère nord et le sud dans celui du sud, laissant un vide qui est comblé par une remontée d'eau des profondeurs ;
- des résurgences peuvent également se produire dans les tourbillons d'un courant marin.

Finalement certains obstacles sous-marins causent également des remontées d'eau profonde. Les courants de profondeurs sont forcés vers la surface par de tels obstacles. Un cas de ce type est celui de l'embouchure de la rivière Saguenay au Québec. Cette rivière fut creusée par les glaciers et sa sortie dans le fleuve Saint-Laurent, salé à ce point, comporte un talus de moraine qui force les eaux de profondeurs de type arctique à remonter.

## Biologie

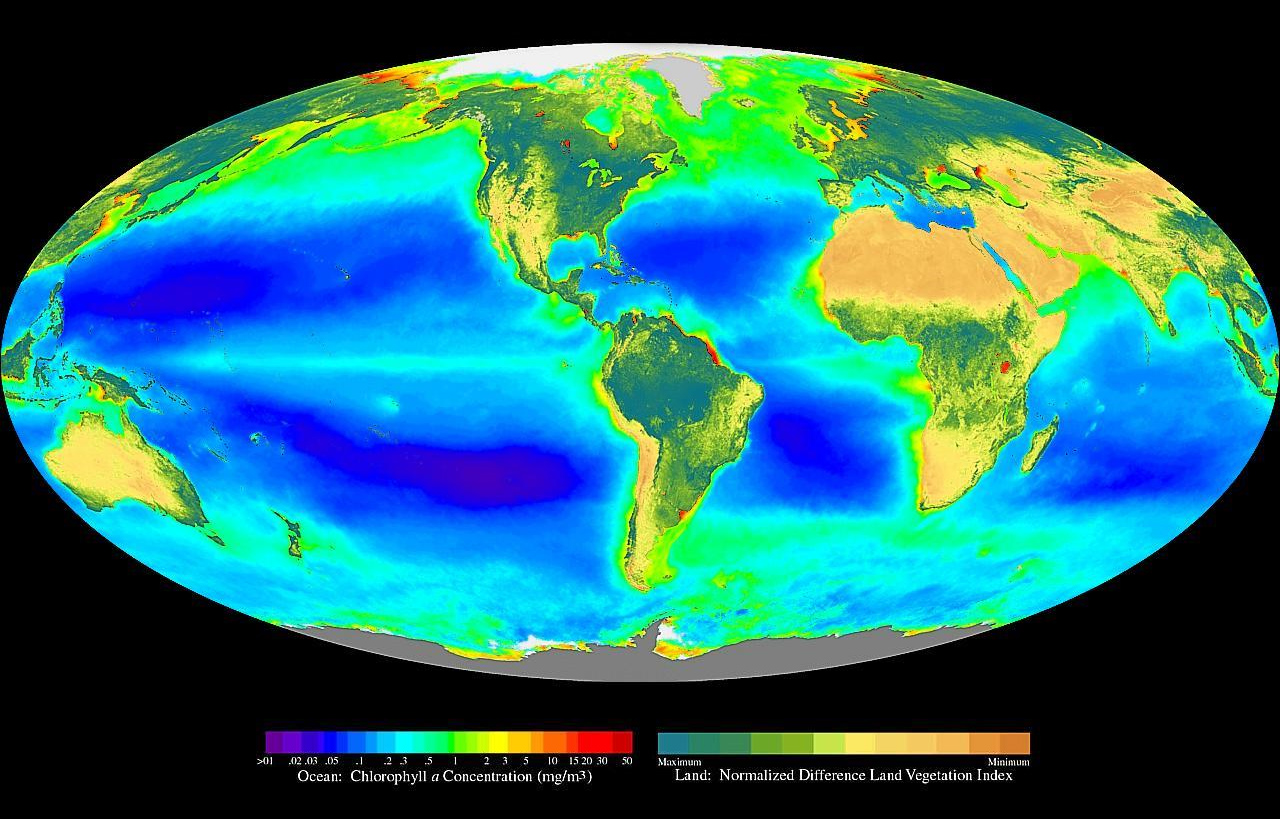
Carte montrant la production primaire dans l'océan mondial selon les données recueillies par le capteur SeaWiFS.

Ce phénomène a une importance considérable dans la production biologique des mers chaudes. En effet dans ces zones la thermocline très profonde (parfois plus de 100 m) empêche le mélange entre les eaux de fond froides et riches en nutriments (nitrates, phosphates, silice, etc.) issus de la décomposition des organismes marins et les eaux chaudes pauvres en surface.
Les remontées d'eau permettent de remettre en jeu les minéraux indispensables à la production biologique. Ces zones sont donc particulièrement riches en organismes vivants et sont d'excellentes zones de pêche mais aussi de nourrissage des grands organismes comme les baleines, les requins et les grands poissons prédateurs pélagiques notamment thonidés.
L'image ci-contre correspond à la production de la biomasse océanique par l'écologiste J.H. Ryther qui la divise en trois provinces halieutiques :
- les régions de haute mer oligotrophes (en bleu foncé) sont des « déserts biologiques » avec une productivité primaire faible ;
- les écosystèmes des plateaux continentaux (bordure verte des continents, correspondant aux estuaires, aux marais salés, aux bancs de poisson et aux récifs coralliens) ont en général une productivité modérée à élevée ;
- les écosystèmes de remontée d'eau froide (bordure jaune des continents) très productifs ne représentent que 0,1 % de la surface totale des océans, alors qu'ils produisent 30 à 40 % de la pêche mondiale.

## Géographie

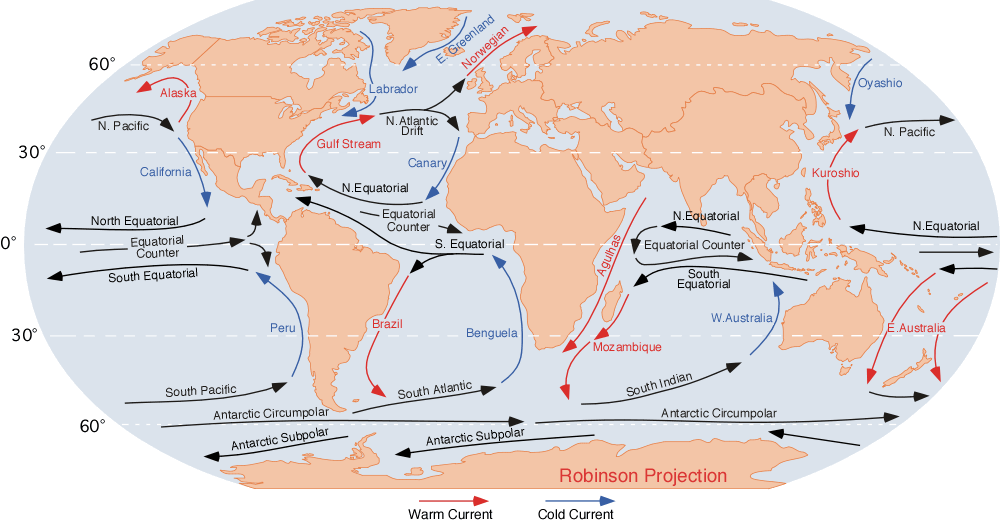
Carte représentant les principaux courants marins (en rouge les courants chauds, en bleu les courants froids) qui convoient la chaleur à l'échelle de chaque hémisphère terrestre, nord et sud séparément.

Il existe quatre zones principales recouvrant 3 % de la surface des océans mais représentant 40 % des captures de la pêche qui doivent leur productivité à la remontée d'eau froide :
- le courant de Benguela, dans l'hémisphère Sud (sud de l'Angola, Namibie, Afrique du Sud) ;
- le courant de Californie, dans l'hémisphère Nord (États-Unis et nord du Mexique) ;
- le courant des Canaries, dans l'hémisphère Nord (Maroc, Mauritanie, Sénégal et Gambie) ;
- le courant de Humboldt, dans l'hémisphère Sud (Pérou et Chili).

Le phénomène de remontée d'eau côtière est aussi connu et important :
- en mer d'Arabie ;
- le long de la côte est de la Nouvelle-Zélande ;
- des vents locaux comme le mistral peuvent parfois occasionner ce phénomène de remontée des eaux. Par exemple, en août 2023, en l’espace de quelques jours, la température des eaux de surface chute de plus de 10 degrés dans la région de La Ciotat à Marseille[6].

On peut localiser les phénomènes de remontées d'eau par leurs résultats : une mer froide et riche en phytoplancton. Ces données peuvent être fournies par des satellites d'observation terrestre comme SPOT, ou par la mesure in-situ.

## Dans d'autres fluides
On parle parfois d’upwelling pour le résultat de mouvements de convection du magma dans le manteau terrestre ou dans le plasma d'une étoile. Ce terme se traduit en français par soulèvement ou ascendance.